# Vihovići (Mostar)
Pour les articles homonymes, voir Vihovići.
Vihovići (en cyrillique : Виховићи) est un village de Bosnie-Herzégovine. Il est situé sur le territoire de la ville de Mostar, dans le canton d'Herzégovine-Neretva et dans la fédération de Bosnie-et-Herzégovine. Selon les premiers résultats du recensement bosnien de 2013, il compte 2 054 habitants.

## Géographie
Le village est situé juste au nord de Mostar, sur la rive droite de la Neretva.

## Démographie

### Évolution historique de la population
| 1948 | 1953 | 1961 | 1971  | 1981  | 1991  | 2013  |
| ---- | ---- | ---- | ----- | ----- | ----- | ----- |
| -    | -    | 978  | 1 268 | 1 616 | 1 768 | 2 054 |

|  |